# Dottrina cristiana
La dottrina cristiana deriva dal termine latino docere ("insegnare"). Nella tradizione cristiana questo termine è usato in senso lato per descrivere l'intero corpo dell'insegnamento cristiano o, in senso più stretto, per descrivere ciò che i cristiani credono su particolari aspetti della loro fede, ad esempio la dottrina di Dio, della natura e destino della creatura umana, Cristo, la salvezza, lo Spirito Santo, la Chiesa e simili. La dottrina può essere considerata come costitutiva, autoritativa, normativa e/o descrittiva. Una data dottrina può essere giudicata vera o falsa, sufficiente o insufficiente, essenziale o non essenziale.

## Rapporto con la fede
La dottrina cristiana non è l'oggetto della fede cristiana. I cristiani non credono in questa o quella dottrina, o in un sistema dottrinale, ma nel Dio che si è rivelato nelle Sacre Scritture.
Ciononostante, le dottrine ed i sistemi dottrinali sono il risultato del loro tentativo di riflettere razionalmente e in modo coerente sul Dio in cui credono e così spiegare e difendere la loro fede e modo di vivere.
Tutti i cristiani sono d'accordo sul fatto che l'affermazione originale della dottrina cristiana si trova nella Bibbia. La storia della chiesa è (fra le altre cose) la storia della interpretazione dottrinale della Scrittura da parte di predicatori, insegnanti ed eruditi cristiani che parlano per sé stessi; e da esponenti ecclesiastici, concili ed assemblee che parlano per l'intero corpo cristiano. Sin dall'inizio i cristiani e le tradizioni cristiane hanno differito nella loro comprensione del rapporto esistente fra insegnamento biblico, le interpretazioni dottrinali di pensatori individuali, e le formulazioni dottrinali ufficiali (dogmi) della Chiesa.
La maggior parte dei cristiani è d'accordo sul fatto che la dottrina cristiana segua l'insegnamento della chiesa antica sulla Trinità e la Persona e l'opera di Cristo. Vedi Cristologia. La maggior parte dei cristiani possono confessare insieme il sommario della dottrina cristiana che si trova nel credo apostolico.

## Bibbia e tradizione
Sebbene la questione non sia sorta solo al tempo della Riforma protestante, è in quel periodo che la chiesa in Occidente si divide sulla questione se la fonte e la norma della vera e corretta dottrina sia l'insegnamento biblico e l'insegnamento passato e presente della chiesa (la posizione cattolica-romana) oppure solo la Scrittura (la posizione dei Riformatori, i quali non negano la necessità delle formulazioni ecclesiastiche della dottrina ma insistevano sul fatto che l'autorità di tali formulazioni può essere solo dipendente e non uguale a quella della Scrittura).
Questa è ancora una questione irrisolta, ma il conflitto fra l'accento che il Cattolicesimo pone sulla tradizione e l'accento che il Protestantesimo pone sulla Scrittura non è più tanto grande quanto lo era un tempo. Il Cattolicesimo romano contemporaneo è più aperto nel riconoscere l'autorità superiore della Scrittura. I protestanti hanno riconosciuto che la Scrittura stessa è il risultato dello sviluppo di tradizioni nell'antico Israele e nella chiesa antica e, a sua volta, parte della tradizione in sviluppo della chiesa.

## Altre autorità
Nella storia delle tradizioni cattoliche e protestanti, vi è stato un dibattito continuo sulla misura in cui l'interpretazione della Scrittura e la formulazione della dottrina debba essere plasmata dalla ragione, dall'intuizione, dalla coscienza, dalle scienze sociali e naturali, oppure dall'esperienza personale, politica, economica e culturale. Le divergenze su come la dottrina cristiana possa essere sia fedele alla Scrittura che rilevante all'esperienza della sapienza "secolare" di uomini e donne in tempi, luoghi e situazioni diversi, è stata una delle maggiori cause della mancanza di consenso dottrinale fra i cristiani.

## L'individuo e la Chiesa
Per il Cattolicesimo e alcune forme  confessionali di Protestantesimo l'interpretazione delle Sacre Scritture è affidata al magistero della Chiesa: l'individuo, pur partecipando alla comprensione della verità rivelata, ne accoglie quindi gli insegnamenti. Catechismo della Chiesa Cattolica,
Alcuni protestanti sostengono che ciascun cristiano abbia il diritto di decidere per sé stesso quale sia la dottrina corretta, o facendo appello all'autorità esclusiva delle Sacre Scritture o facendo appello ad interpretazioni rilevanti delle Sacre Scritture razionali, esperienziali, morali, scientifiche o politico-economiche, come pure dalla valutazione critica della tradizione ecclesiastica. Sia nella forma conservatrice che liberale, questa posizione rende decisiva la preferenza individuale e l'opinione piuttosto che le Sacre Scritture o la Chiesa come autorità finale.
Molti cristiani oggi cercano di assumere una posizione intermedia fra l'assolutismo ecclesiastico e quello individuale. Si parla così, in diversi modi, dell'autorità relativa dei dogmi e dei canoni confessionali, e della relativa libertà dell'interpretazione individuale. In quest'ottica, i dogmi e le formule confessionali della chiesa sono considerate discutibili e aperti allo sviluppo ulteriore alla luce dell'autorità normativa delle Sacre Scritture e delle necessità, problemi, e riflessioni della chiesa e della società in situazioni sempre nuove. Al tempo stesso, le interpretazioni individuali della verità dottrinale devono essere valutate criticamente alla luce sia dell'insegnamento biblico che della tradizione della chiesa, ma, a sua volta possono contribuire alla riforma dell'interpretazione biblica tradizionale e della dottrina ecclesiastica. Sebbene questa posizione non risolva la questione dell'autorità, essa lascia spazio all'autorità delle Sacre Scritture, del consenso cristiano e della libertà individuale.
Nonostante le differenze fra i cristiani e le loro diverse tradizioni, esiste più accordo di quanto sembri all'apparenza. Tutti i cristiani riconoscono che la Bibbia è la fonte e norma primaria della dottrina cristiana e ne riconoscono una composizione più o meno uniforme (con differenze marginali).